# Dwight Schultz
William Dwight Schultz (Baltimore, 24 de novembro de 1947) é um ator e dublador norte-americano.
É conhecido por seus papéis na televisão como o capitão "Howling Mad" Murdock, na série de ação dos anos 1980 The A-Team e como Reginald Barclay na franquia Star Trek.
Schultz também é dublador, sendo responsável pela voz do cientista maluco Dr. Animo em Ben 10, o personagem Adrian Toomes/Abutre em alguns videogames da Marvel e o chefe Mung Daal no desenho animado Chowder.

## Biografia
Schultz nasceu em Baltimore, em 1947 em uma família católica de origem alemã. Cursou o ensino médio na Calvert Hall College High School e logo após se formar ingressou na Towson University, em Maryland.

## Carreira
Seu papel mais conhecido e longevo foi o de Capitão "Howling Mad" Murdock na série The A-Team. Também atuou em vários filmes nos anos 1980, como The Fan (1981). No filme Fat Man and Little Boy (1989) interpretou J. Robert Oppenheimer. Um de seus papéis de destaque é de tenente Reginald Barclay na série Star Trek: The Next Generation, papel que reprisou em Star Trek: Voyager e no filme Star Trek: First Contact.

## Vida pessoal
Schultz é casado com a atriz Wendy Fulton desde 1983 com quem teve uma filha, Ava (nascida em 1987), que é fuzileira naval.

## Alguns Trabalhos
- The Animatrix (2003)
- Obsessão Cega
- The A-Team (Esquadrão Classe A - 2010) - "Howling Mad" Murdock
- Star Trek: The Next Generation (Jornada nas Estrelas: A Nova Geração) - Reginald Barclay
- Star Trek: Voyager (Jornada nas Estrelas: Voyager) - Reginald Barclay
- Star Trek: First Contact (Jornada nas Estrelas: Primeiro Contato - 1996) Reginald Barclay
- The Long Walk Home( Caminho para a Vitória - 1990) - Norman Thompson
- Fat Man and Little Boy (O Início do Fim - 1989) J. Robert Oppenheimer